# Aminagar Sarai
Aminagar Sarai es un pueblo y nagar Panchayat situado en el distrito de Bagpat en el estado de Uttar Pradesh (India). Su población es de 11174 habitantes (2011). 

## Demografía
Según el  censo de 2001 la población de Aminagar Sarai era de 10114 habitantes, de los cuales el 52% eran hombres y el 48% eran mujeres. Aminagar Sarai tiene una tasa media de alfabetización del 59%, superior a la media nacional del 59,5%: la alfabetización masculina es del 61%, y la alfabetización femenina del 39%.